# Juliette Favez-Boutonier
 (septembre 2022).
Juliette Favez-Boutonier, née à Roquefort-les-Pins le 24 janvier 1903 et morte à Paris le 13 avril 1994, est médecin, psychanalyste et professeure de psychologie. 

## Biographie
Juliette Boutonier est fille d'instituteurs du pays grassois. Elle fait ses études secondaires à Nice, puis étudie la philosophie à la Sorbonne, obtenant l'agrégation en 1926. Elle est professeure de philosophie à Chartres, puis à Dijon, tout en entreprenant des études de médecine. Elle est ensuite nommée à Paris, en 1935, où elle rencontre Daniel Lagache et entreprend une analyse avec René Laforgue. Elle soutient en 1938 sa thèse de médecine, intitulée La Notion d'ambivalence. Elle soutient en 1945 une thèse d'État de philosophie, sous la direction de Gaston Bachelard, intitulée L'Angoisse, qu'elle publie en 1963 aux Presses universitaires de France.
Elle est attachée au CNRS, se forme à l'hôpital Sainte-Anne en clinique psychopathologique et adhère à la Société psychanalytique de Paris en 1946. Elle participe, avec Georges Mauco, à la fondation du Centre psychopédagogique Claude-Bernard, un centre de soins pour les enfants en difficulté scolaire, dont elle prend la direction médicale.
Elle mène une carrière universitaire qui la conduit à devenir professeur de psychologie à l'université de Strasbourg, où elle prend la succession de Daniel Lagache. En 1955, elle obtient la chaire de psychologie générale à l'université de Paris, tandis que Didier Anzieu lui succède à Strasbourg. Elle contribue à faire reconnaître la psychologie clinique comme l'une des sous-disciplines de la psychologie et contribue, avec Pierre Fédida, Jacques Gagey et Claude Prévost, à faire reconnaître le titre de psychologue clinicien, en soutenant la création d'un cursus de psychologie clinique à l'université Paris VII. Elle crée le premier laboratoire de psychologie clinique à la Sorbonne, et le dirige jusqu'en 1974, lorsqu'elle prend sa retraite.
Elle a notamment théorisé l'entretien clinique, et ses dimensions phénoménologiques : d'une part, la dimension existentielle, c'est-à-dire sur la dimension intersubjective de la relation entre le psychologue et son patient ; d'autre part, la dimension d'implication, c'est-à-dire, lors d'un entretien clinique et psychologique, la dimension de l'implication des deux interlocuteurs dans cette relation intersubjective.
En 1952, Juliette Favez-Boutonier intervient en faveur de Margaret Clark-Williams lors de son procès, alors que l'Ordre des médecins est partie civile, soutenant que la psychanalyse est une technique psychologique qui peut être exercée par des non-médecins. 
Elle épouse en 1952 le psychanalyste Georges Favez (1901-1981). En 1953, elle fonde avec celui-ci, Daniel Lagache et Françoise Dolto, plus tard rejoints par Jacques Lacan et d'autres analystes, la Société française de psychanalyse, dont elle devient présidente. Du fait notamment de la non-reconnaissance par l'Association psychanalytique internationale de la nouvelle structure et aussi des différends avec Jacques Lacan qui portent sur la technique analytique, elle participe avec Didier Anzieu, Jean Laplanche et J.-B. Pontalis à la création en 1964 de l'Association psychanalytique de France.

## Publications
- (Thèse) Contribution à la psychologie et à la métaphysique de l'angoisse, Paris, PUF, 1945. In-8°, I, 318 p.
- (Thèse complémentaire) Les défaillances de la volonté, Paris, PUF, 1945. In-8°, VIII, 135 p.
- (Thèse de médecine) La notion d'ambivalence : étude critique, valeur séméiologique, 1972 (L'Harmattan, 2004),  (ISBN 2747560244).
- Les défaillances de la volonté, Paris, PUF, 1951.
- Les dessins des enfants,  Paris, les Éditions du Scarabée, 1953 (préface de Gaston Bachelard).